# Tervajärvi (sjö i Finland, Norra Österbotten, lat 65,72, long 28,62)
Tervajärvi är en sjö i Finland. Den ligger i kommunen Kuusamo i landskapet Norra Österbotten, i den nordöstra delen av landet, 600 km norr om huvudstaden Helsingfors. Tervajärvi ligger 243 meter över havet. Arean är 26,5 hektar och strandlinjen är 2,44 kilometer lång. Sjön  ingår i Ijo älvs huvudavrinningsområde. 